# كيف ينتهى الحال (فلم)
كيف ينتهى الحال (بالإنجليزية: How It Ends) هو فيلم حركة ودراما وخيال علمي أُنتج في الولايات المتحدة وصدر سنة 2018 بطولة ثيو جيمس وفورست ويتكر.

## القصة
الضابط البحري المتقاعد «توم» وخطيب ابنته المحامي «ويل» يحاولان أن يسافران إلى مدينة سياتل لإنقاذ «سام» وهذا بعد حادث كابوسي يضع نهاية للعالم كما نعرفه ويقلب الأحوال إلى فوضى تامة.

## وصلات خارجية
- مقالات تستعمل روابط فنية بلا صلة مع ويكي بيانات